# Su Xinyue
Su Xinyue (蘇欣悅T, 苏欣悦S, Sū XīnyuèP; 8 novembre 1991) è una discobola cinese.

## Biografia
Il suo primato personale è stato di 65,59 m ottenuto durante la stagione 2016. In carriera è stata finalista ai Giochi olimpici di Rio de Janeiro 2016.

## Palmarès
| Anno | Manifestazione      | Sede           | Evento           | Risultato | Misura  | Note |
| ---- | ------------------- | -------------- | ---------------- | --------- | ------- | ---- |
| 2010 | Mondiali juniores   | Moncton        | Lancio del disco | 13ª       | 48,99 m |      |
| 2013 | Campionati asiatici | Pune           | Lancio del disco | Oro       | 55,88 m |      |
| 2013 | Mondiali            | Mosca          | Lancio del disco | 19ª (q)   | 56,87 m |      |
| 2015 | Campionati asiatici | Wuhan          | Lancio del disco | Oro       | 63,90 m |      |
| 2015 | Mondiali            | Pechino        | Lancio del disco | 8ª        | 62,90 m |      |
| 2016 | Giochi olimpici     | Rio de Janeiro | Lancio del disco | 5ª        | 64,37 m |      |
| 2017 | Mondiali            | Londra         | Lancio del disco | 7ª        | 63,37 m |      |
| 2021 | Giochi olimpici     | Tokyo          | Lancio del disco | 20ª (q)   | 58,90 m |      |